# Грибушина, Антонина Ивановна
Антонина Ивановна Грибушина (урождённая Фоминых, 1840—1911) — российский предпринимательница, меценат, купчиха 1-й гильдии.

## Биография
Антонина Ивановна Грибушина была женой Михаила Ивановича Грибушина, известного кунгурского купца, мецената и общественного деятеля, городского головы Кунгура в 1872—1876 годах. М. И. Грибушин был владельцем одного из крупнейших в России предприятий по торговле чаем и сахаром. В Кунгуре ему принадлежали склады, амбары и развесочные, где производилась сортировка и упаковка чая. Торговые конторы Грибушина были открыты в Китае, Индии, на Цейлоне, в российских городах Перми, Уфе, Екатеринбурге, Вятке, в селе Топорнино, на Нижегородской, Ирбитской, Мензелинской, Бирской, Красноуфимской и Осинской ярмарках.

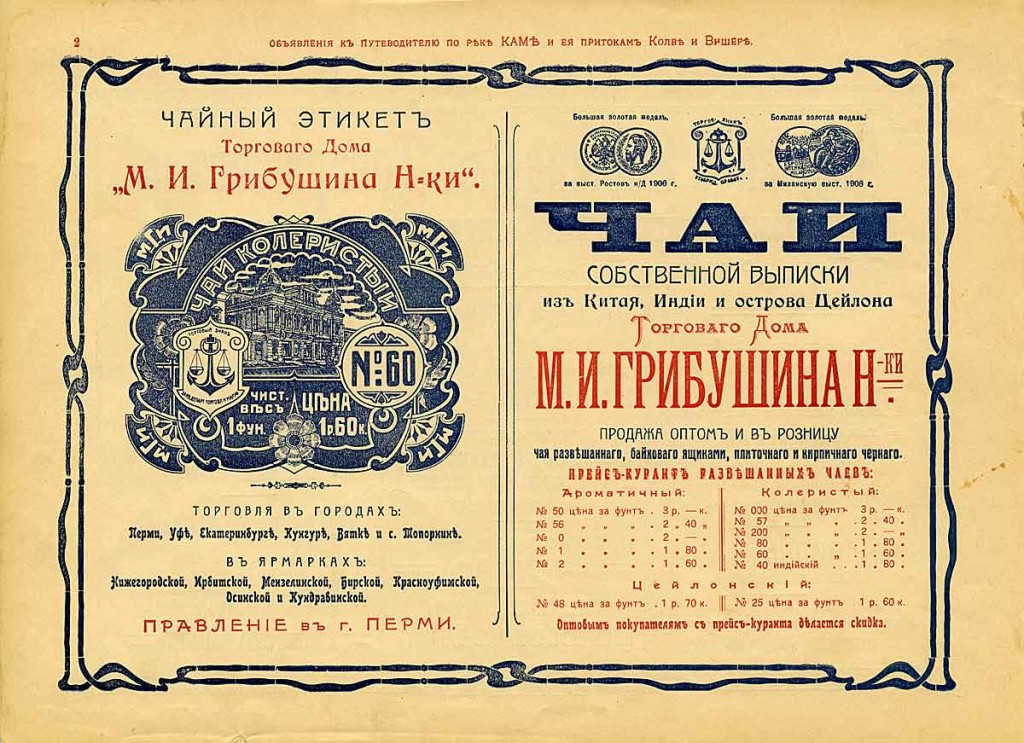
Чай Торгового дома «М. И. Грибушина наследники»

После смерти Михаила Ивановича в 1889 году Антонина Ивановна взяла на себя управление делами. Она учредила торговый дом «М. И. Грибушина наследники» с учредительными взносами в размере 1 200 000 рублей от неё лично и по 200 000 рублей от сыновей Иннокентия, Сергея, Михаила и Николая.
В 1891 году в Кунгуре было завершено строительство Михайло-Кирилловского сиропитательного дома — учреждения для воспитания бедных детей-сирот, одним из основателей которого был Михаил Иванович. Антонина Ивановна стала почётной попечительницей приюта и, совместно с сыном — Михаилом Михайловичем, взяла на себя все дела по устройству дома.

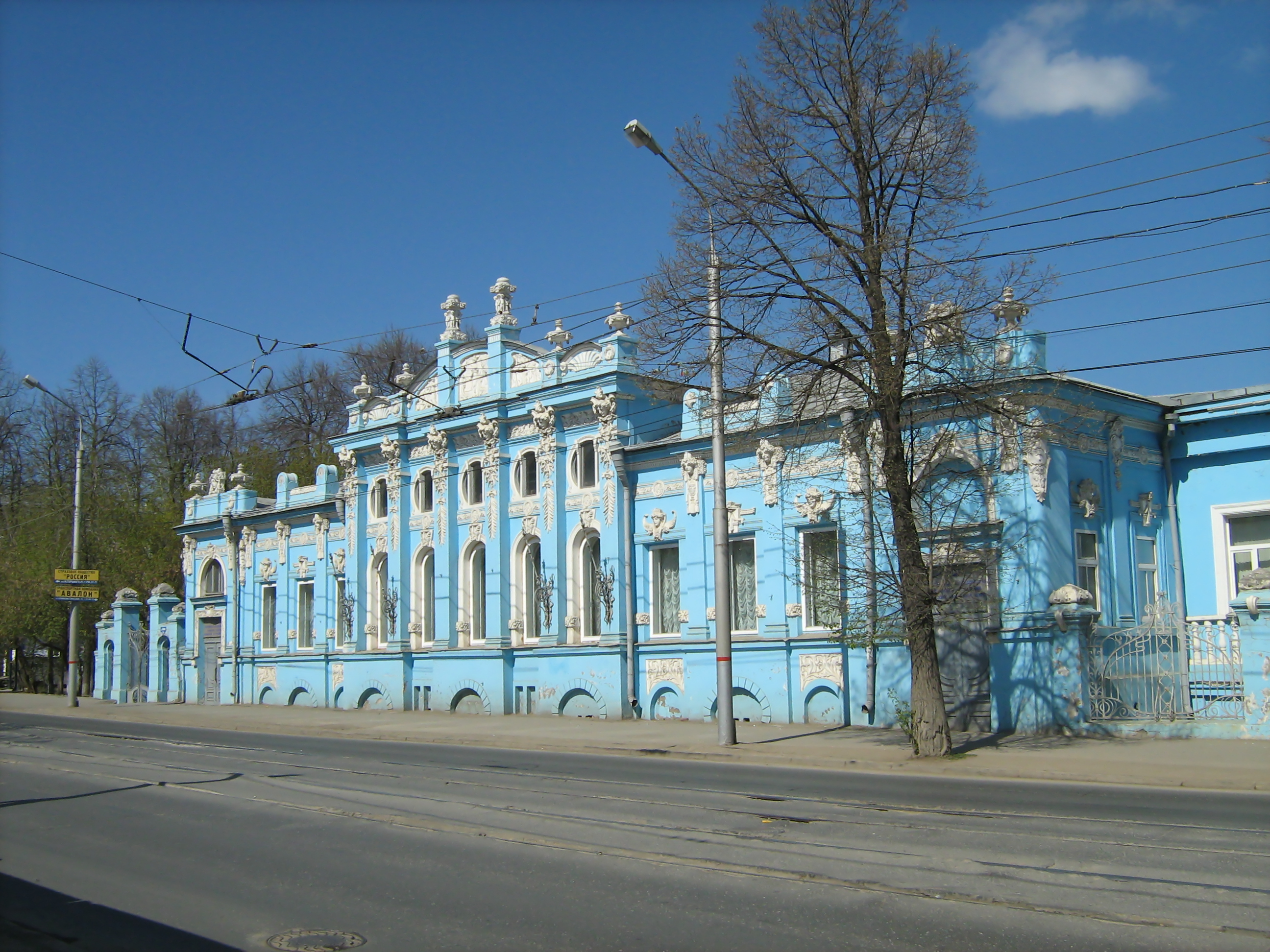
Дом Грибушиных

В начале XX века сын Антонины Ивановны, Сергей Михайлович Грибушин, переехал в Пермь с целью расширения торговли. В 1902 году он приобрёл по доверенности матери дом на улице Покровской, построенный в 1895—1897 годах по проекту архитектора Турчевича. Это здание, известное как Дом Грибушина, позднее получило статус памятника архитектуры стиля «модерн» и искусства художественной лепки. Сейчас (на 2008 год) там расположен президиум Пермского научного центра УрО РАН.
Антонина Ивановна Грибушина скончалась в 1911 году. Согласно её завещанию, хранящемуся в Государственном архиве Пермской области, её паевой взнос перешёл в собственность сыновей. Дом на Покровской улице унаследовал Сергей Михайлович Грибушин.